# Грация (философия)
Гра́ция (от лат. gratia — «изящество, привлекательность») — эстетический термин, означающий особый, внутренний вид красоты, проявляющийся в движении. Говоря о грации, подразумевают изящность жестов или поз, грациозность голоса, мелодии, танца или рисунка.

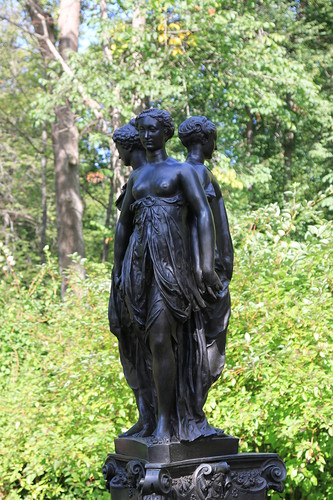
Три грации в Ораниенбауме

## Понятие грации
Понятие грации было одним из определений красоты издавна. В этом же значении оно употреблялось в античной и средневековой эстетике. Самостоятельное значение оно приобретает только в эпоху Возрождения. Представители неоплатонической эстетики (Марсилио Фичино, Пико делла Мирандола и др.) определяют грацию как «сокровенный вид красоты, который нельзя измерить с помощью пропорций и определить рациональным путем».
Широкое употребление термин «грация» получает в XVIII в. Такие английские просветители, как Шефтсбери, Хатчесон, Хоум видят в грации нравственный эквивалент красоты, который наиболее полно проявляется в свободной, богатой, не подавленной муштрой и регламентом природе человека. О нравственном значении грации писали Винкельман, Лессинг. Ф. Шиллер в своей статье «О грации и достоинстве» доказывал связь грации с движением, утверждая, что «грация может быть свойственна только движению, так как изменения в душе могут проявиться только как движение».

## В римской мифологии
В римской мифологии грации (в древнегреческой — хариты) это благодетельные богини, олицетворяющие радостное, доброе и вечно юное начало жизни, дочери Юпитера, нимф и богинь. Имена граций (харит), их происхождение и число в разных древнегреческих мифах различны. В древние времена богинь изображали в ниспадающих мягкими складками хитонах, а позднее — обнаженными, чтобы ничто не скрывало их красоты.
Три Грации олицетворяют Красоту, Любовь и Удовольствие. Они состоят в свите Венеры. В неоплатонизме грации символизируют три аспекта любви. В средневековом искусстве, три грации — это Добродетель, Красота и Любовь, а их атрибутами являются роза, мирт и яблоко, иногда игральные кости.
Сенека так отзывался об этих богинях:
«Грации либо обнажены, когда желают показать, что в них нет обмана, либо одеты в полупрозрачные одежды, когда хотят подчеркнуть свои прелести и достоинства». 

## В греческой мифологии
Согласно Гесиоду, у Зевса и Евриномы было три дочери: Аглая, Талия и Евфросина — богини веселья и радости жизни, олицетворяющие изящество и привлекательность. Отсюда их название — хариты (др.-греч. Χάριτες; от др.-греч. χάρις, «изящество, прелесть»).

## Ф. Шиллер о грации

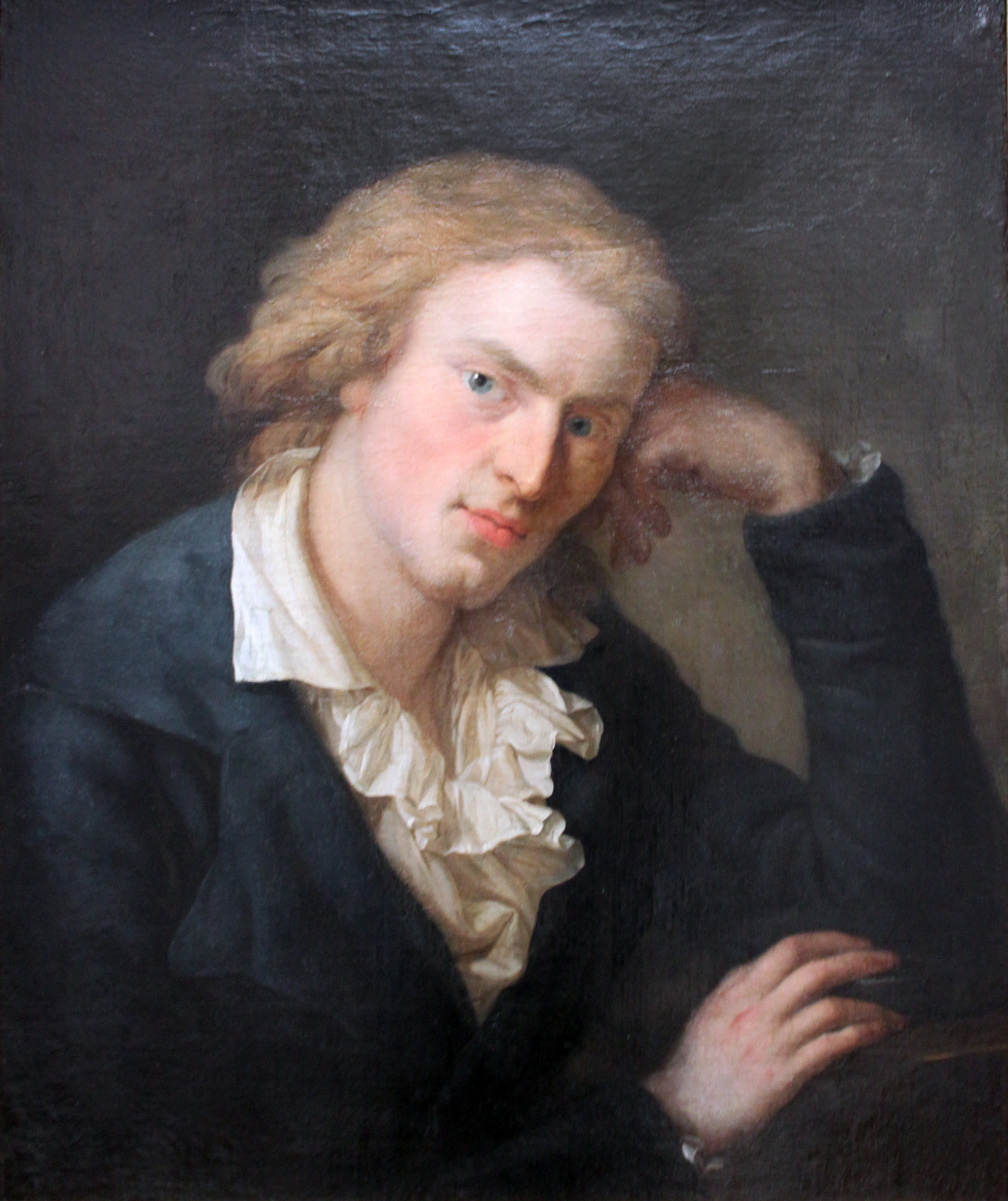
Фридрих Шиллер

Проанализировав греческую мифологию, Шиллер приходит к выводу, что грация представляет собой изменчивую красоту; такую красоту, которая случайно возникает и исчезает в своем носителе. Грация свойственна лишь людям; ею, в свою очередь, могут отличаться только произвольные движения и притом лишь выражающие духовные ощущения. Движения, не имеющие иного источника, кроме чувственного, при всей их произвольности, относятся только к природе, которая сама по себе никогда не возвышается до грации. Если бы вожделение могло выражаться с изяществом, а инстинкт — с грацией, то грация и изящество не были бы ни способны, ни достойны служить выражением человеческой природы.
Шиллер говорит о необходимости отличать природную красоту человеческого тела от его технического совершенства. Природа даёт человеку красоту телосложения, а душа даёт красоту игры. Грация — это красота явлений, которые напрямую зависят от личности. Природная красота возвеличивает Бога, а грация — своего носителя. Первая даруется свыше, вторая приобретается в процессе жизни. 
Грация — это всегда движение, ибо душевные порывы проявляются в чувственном мире через движения. Однако грация может быть запечатлена и в неподвижных чертах, которые стали такими от частого повторения. Такие черты Шиллер называет непреходящими. Грация свойственна далеко не всем человеческим движениям. Она есть лишь красота тела, движимого свободою.
Шиллер выводит два типа движений (жестов):  
1.	Произвольные. Это движения, возникающие по воли личности, которая стремится таким образом выразить свои чувства. 
2.	Симпатические. Это движения, возникающие по необходимости, но под воздействием чувства, зачастую, морального. 
Грация присуща лишь произвольным движениям, ибо такое движение напрямую следует за душевным порывом. Следовательно, чтобы понять, что человек собою в действительности представляет, необходимо судить не по его разговорам, а стараться угадать по мимике и сопутствующим жестам. 
Однако человек способен подчинить мимику и жесты своей воле, но в таком человеке всё ложь и природное поглощено искусственностью. Грация же, наоборот, должна быть максимально непроизвольной, а человек, ею обладающий, обычно никак не выказывает свою осведомленность относительно грациозности, ему присущей. 
Шиллер считает, что подражательная или заученная грация (театральная) суть то же, что и накладные волосы, грим. Однако если искусство велико, то подчас обманет и знатока, но из какой-нибудь черты все равно будет проглядывать принужденность. Перед деланной грациозностью сердце мгновенно закрывается. 
«На наших глазах дух внезапно превратился в материю, а небесная Юнона — в химеру».
Шиллер настаивает, что в грации должна выражаться нравственная утонченность. Грация свойственна лишь прекрасной душе. Прекрасная душа оживляет тело, лишенное природной красоты, и торжествует над природными недостатками. У Красоты есть только почитатели, у Грации — влюбленные. Ибо мы чтим Творца, а любим — человека.